# Joseph Gilbert Totten
Joseph Gilbert Totten (23 août 1788 – 22 avril 1864) combattit durant la guerre anglo-américaine de 1812, servit comme commandant des ingénieurs (Chief of Engineers), fut régent du Smithsonian Institution et cofondateur de l'Académie nationale des Sciences.

## Jeunesse et éducation.
Le général Joseph J. Totten, né à New Haven dans le Connecticut, est le fils de Peter Gilbert Totten et de Grace Mansfield. Il fut l'un des trois seuls cadets diplômés de l'Académie militaire de West Point de la classe 1805 le 10e dans son histoire. Il fut promu au grade de Second Lieutenant au sein du Corps des ingénieurs le 1er juillet 1805.
Il démissionna en mars 1806 pour assister son oncle, le major et arpenteur général des Territoires du Nord-Ouest Jared Mansfield.

## Carrière militaire
Joseph Totten réintégra le corps des ingénieurs en février 1808 et participa à la construction des forts Clinton et Williams destinés à défendre le port de New York.
Durant la guerre anglo-américaine de 1812, il fut le chef des ingénieurs des armées de la frontière du Niagara et du lac Champlain commandées par le général Stephen Van Rensselaer III. Lors de la bataille de Queenston Heights, il combattit au côté de Winfield Scott qui utilisa la cravate de Totten comme drapeau blanc pour signifier la reddition de ses troupes. Pour sa conduite courageuse lors de la bataille de Plattsburgh, il reçut un brevet de lieutenant-colonel et devint en 1816 un des membres du premier comité permanent d'ingénieurs au côté du général-baron français Simon Bernard. Il fixa durablement les principes de construction des défenses côtières dans un rapport au Congrès en 1821.
De 1825 à 1838, à Newport, GJ Totten supervisa la construction du fort Adams, le plus important projet de construction menée par l'armée des États-Unis d'Amérique au XIXe après celui de Fort Monroe, en Virginie — chantier mené par Simon Bernard. Afin de leur enseigner les techniques les plus avancées du génie militaire, J. Totten employa comme assistants de jeunes diplômés de West Point tels que Pierre G.T. de Beauregard, John G. Barnard, George W. Cullum et Alexander D. Bache (en) qui se distinguèrent tous lors de la guerre de Sécession. Il conduit plusieurs expériences avec divers mortiers durant la construction dont il tira un article intitulé « Brèves observations sur les mortiers communs, hydrauliques et bétons » (Brief Observations on Common Mortars, Hydraulic Mortars and Concretes), .
En 1833, J. Totten fit l'acquisition de la plus imposante maison de Newport de l'époque, sur Thames Street, celle de Francis Malbone dans laquelle il vécut jusqu'à son départ de la ville. 
Joseph Totten fut nommé chef des ingénieurs de l'armée des États-Unis d'Amérique en 1838 et conserva ce poste pendant 25 ans, jusqu'à sa mort en 1864 ; ce qui constitue un record. À ce poste, il fut impliqué intimement dans tous les aspects des activités du Corps depuis la fortification à l'agrandissement des ports. À partir de 1844, J. Totten fut ainsi impliqué dans la construction du Fort Montgomery situé au nord de New York sur le lac Champlain. 
Durant cette période, il inventa une embrasure en acier renforcé procurant une meilleure protection aux artilleurs des pièces d'artillerie de forteresse. Connus comme les « volets de Totten » (Totten shutters), les portes battantes étaient installées sur les ouvertures entre le mortier et la façade de brique. Conçues pour se balancer librement, les volets d'acier étant ouverts par les gaz expulsés par le canon et se refermant immédiatement après, protégeant les servants des tirs. Il fut installé à partir de 1857 sur plusieurs installations fortifiées comme les forts Montgomery, Delaware (en), Wool (en) et Jefferson. 
J. Totten fut grandement admiré par le général Scott pour lequel, en tant que chef des ingénieurs, il mena le siège de Veracruz durant la guerre américano-mexicaine. il servit également durant la guerre de Sécession au cours de laquelle son cousin, le Major General Joseph K. Mansfield fut tué, lors de la bataille d'Antietam.
L'une des plus importantes œuvres de Totten fut la conception et la construction du phare de Minot's Ledge à Cohasset, dans le Massachusetts. Les tentatives précédentes pour construire un phare sur la petite corniche rocheuse avaient échoué mais Totten conçut un plan selon lequel le phare serait fixé par son propre poids sur la corniche, le rendant capable de résister aux pires conditions météorologiques. 
Ayant longtemps servi avec le rang de colonel, il reçut le Brevet de Brigadier General en 1847 et fut promu définitivement dans le grade le 3 mars 1863. Il fut promu Major General breveté la veille de sa mort, survenue à Washington, D.C. le 22 avril 1864 des suites d'une pneumonie. Il est enterré au cimetière du Congrès.

## Homonymes
Plusieurs localités ou infrastructures ont été nommées d'après le nom du général Totten.
Afin d'assurer la défense de Washington, un fort portant le nom de Totten y fut construit. Quelques terrassements subsistent dans le Fort Totten Park (en) situé dans le quartier du même nom. Une station de métro éponyme y est en fonctionnement.
Un fort protégeant le port de New York a été nommé en 1898 en hommage au général Totten. 
Le census-designated place de Fort Totten, dans le Dakota du Nord accueille sur son territoire le Fort Totten State Historic Site (en), nommé en son hommage et inscrit dans le Registre national des lieux historiques.
Robert E. Lee, arpentant la Biscayne Bay à Miami en 1850 au profit du Corps des ingénieurs, lui rendit hommage en nommant une île de Caesars Creek, Totten Key.
Une rue de la base militaire de Fort Leonard Wood porte son nom.
Le quartier new-yorkais de Tottenville, sur Staten Island, a été nommé d'après un aïeul du général, un des trois « Captain Tottens » qui supportèrent la cause loyaliste durant la guerre d'indépendance américaine.